# Brother Jonathan (Schiff)
Die Brother Jonathan war ein 1851 in Dienst gestellter Raddampfer, der nacheinander verschiedenen privaten Schiffsmagnaten und zuletzt der US-amerikanischen Reederei California Steam Navigation Company gehörte. Das Schiff diente bis 1865 als Passagier- und Frachtdampfer je nach Eigner auf verschiedenen Routen; zuletzt an der Küste von Kalifornien und British Columbia an der nordamerikanischen Westküste. Am 30. Juli 1865 lief die Brother Jonathan bei stürmischer See mit 244 Menschen und viel Gold an Bord vor Crescent City an der kalifornischen Küste auf einen bis dahin nicht verzeichneten Unterwasserfelsen und sank innerhalb kurzer Zeit. Nur 19 Menschen überlebten. Mit 225 Toten war es das bis dahin schwerste Schiffsunglück an der amerikanischen Pazifikküste. Das Gold an Bord löste zahlreiche Bergungsversuche aus.

## Das Schiff

### Konstruktion und Indienststellung
Der aus Holz gebaute, 67 m lange Raddampfer Brother Jonathan lief 1851 in der Werft Perrine, Patterson & Stack in Williamsburg, einem Stadtteil von Brooklyn, vom Stapel. Er wurde ursprünglich für die Handelsschifffahrt im Raum Long Island geplant, aber gleich nach der Fertigstellung von dem New Yorker Schiffsmagnaten Edward Mills gekauft. Mills wollte das Schiff im profitablen Reiseverkehr des kalifornischen Goldrauschs einsetzen, in dessen Verlauf tausende Goldgräber nach Kalifornien strömten.

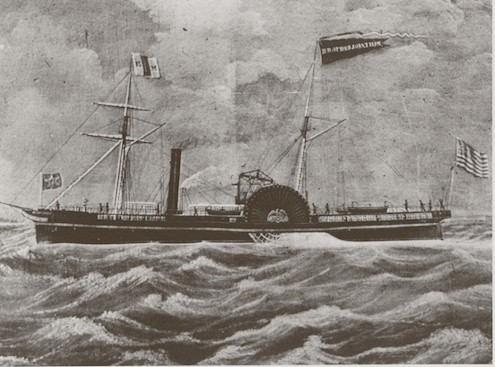
Das Schiff in seiner ursprünglichen Bauweise von 1851

Der Dampfer erhielt seinen Namen von Brother Jonathan, einer fiktiven Symbolfigur, die die Vereinigten Staaten personifizierte und später von Uncle Sam abgelöst wurde.
Die Brother Jonathan dampfte von New York City nach Colón in Panama. Nach dem Passieren des Isthmus von Panama mussten die Passagiere auf ein anderes Schiff umsteigen. Gleich auf seiner ersten Fahrt stellte das Schiff einen Rekord auf, als es die Rundreise in 31 Tagen bewältigte. Ihr erster Kapitän war C. H. Baldwin. Das Schiff hatte drei Masten mit der Takelage einer Schonerbark und war mit Dampfmaschinen von T. F. Secor & Company ausgestattet, die bis zu 400 PS leisten konnten. Die Passagierunterkünfte waren anfangs für 350 Reisende ausgelegt. Zudem konnten bis zu 900 Tonnen Fracht transportiert werden. Die drei Rettungsboote und drei Surfboote an Bord konnten insgesamt 250 Personen aufnehmen.

### Cornelius Vanderbilt
1852 kaufte der amerikanische Unternehmer Cornelius Vanderbilt das Schiff. Vanderbilt unterhielt ebenfalls eine Schiffsflotte und wollte mit der Brother Jonathan eines seiner älteren Schiffe ersetzen. Im Dienste seiner Vanderbilt-Nicaragua Line fuhr die Brother Jonathan um das Kap Hoorn und durch den südlichen Pazifischen Ozean. Vanderbilt ließ das Schiff zudem so umbauen, dass eine größere Passagierkapazität vorhanden war und nun bis zu 750 Personen aufgenommen werden konnten. Der 36 m lange Hauptsalon wurde komplett renoviert. Zu beiden Seiten des Salons erstreckten sich die größeren Suiten. 1856 platzte ein Vertrag zwischen Vanderbilt und der Regierung von Nicaragua, der ihm exklusiv den Transport von Passagieren durch Nicaragua garantiert hatte.
Daraufhin wurde die Brother Jonathan an Captain John T. Wright verkauft, der sie in Commodore umbenannte und an der amerikanischen Westküste einsetzte. Das Schiff fuhr nun von seinem Heimathafen San Francisco nach Vancouver, da zu diesem Zeitpunkt viele Menschen aufgrund des Fraser-Canyon-Goldrauschs nach British Columbia wollten. 1854 brachte die Brother Jonathan die Überlebenden des Passagierschiffs Yankee Blade zurück nach San Francisco. Die Yankee Blade hatte am 30. September 1854 mit 800 Menschen an Bord San Francisco verlassen und war am 1. Oktober vor Point Arguello in dichtem Nebel und bei voller Fahrt auf ein Unterwasserriff gelaufen und gesunken. Alle Personen an Bord überlebten und wurden von der Brother Jonathan aufgenommen.

### California Steam Navigation Co.
1861 wurde das Schiff an die California Steam Navigation Company verkauft. Dies war eine 1854 gegründete Schifffahrtsgesellschaft, die an der amerikanischen Pazifikküste einen regen Passagierverkehr betrieb. Die Reederei modernisierte das Schiff grundlegend und gab ihm seinen ursprünglichen Namen Brother Jonathan zurück. Die Brother Jonathan blieb auf der Route San Francisco–Vancouver und lief als Zwischenstopp Portland im US-Bundesstaat Oregon an.
Während dieser Reisen waren erneut viele Goldsucher an Bord, vor allem während des Salmon River Goldrauschs. Die Brother Jonathan war das schnellste Schiff auf dieser Strecke, die sie innerhalb von 69 Stunden zurücklegen konnte. Sie hatte schnell einen guten Ruf und galt als eines der besten und verlässlichsten Schiffe an der amerikanischen Westküste.

### Pockenepidemie
Im März 1862 brachte die Brother Jonathan bei einer Überfahrt nach British Columbia eine Pockenepidemie an die Pazifikküste Nordamerikas. Einer der Passagiere war an Pocken erkrankt. Die Krankheit breitete sich schnell aus und forderte tausende Todesopfer.

## Untergang
Am Freitag, dem 28. Juli 1865, um 10.00 Uhr legte die Brother Jonathan in San Francisco unter dem Kommando von Kapitän Samuel J. DeWolf zu ihrer nächsten Fahrt nach Vancouver ab. Ihre Ladung bestand aus zahlreichen Kisten Gold, Wertpapieren verschiedener Banken und Gesellschaften, Fabrikmaschinerie, Bergwerksausrüstung, Kamelen, Pferden und Anderem. Beobachtern am Kai erschien das Schiff schwer beladen, es lag tief im Wasser. Nur wenige Stunden nach dem Auslaufen in nördlicher Richtung geriet das Schiff in einen Sturm, der Starkwind und schwere See mit sich brachte. Die meisten Passagiere wurden von dem Wellengang seekrank und zogen sich in ihre Kabinen zurück.
Am Sonntag, dem 30. Juli ging das Schiff gegen 02.00 Uhr morgens in Crescent City (Kalifornien) vor Anker. Am Nachmittag verließ die Brother Jonathan den geschützten Hafen und trat die Weiterfahrt nach Portland an, wo sie am darauf folgenden Tag eintreffen sollte. An Bord waren 190 Passagiere und 54 Besatzungsmitglieder. Eine halbe Stunde nach dem Ablegen fand sich das Schiff in noch stürmischerem Wetter wieder. Auf der Höhe der Grenze der Bundesstaaten Kalifornien und Oregon war die See so aufgewühlt und unberechenbar, dass viele Passagiere Kapitän DeWolf baten, die Fahrt abzubrechen und in den sicheren Hafen von Crescent City zurückzukehren. DeWolf ließ beidrehen und nahm Kurs auf die Stadt.
45 Minuten später war die Brother Jonathan fast am Ziel, als sie gegen 14.00 Uhr ca. vier Meilen vor Crescent City einen bisher unbekannten Unterwasserfelsen rammte, der zum St. George Reef gehörte. Der Felsen riss ein großes Loch in ihre Schiffshülle. Die Wucht des Aufpralls ließ eine Wasserfontäne aufschießen und auf das Vordeck krachen. Der Großmast der Brother Jonathan bohrte sich durch den Schiffsrumpf. Massive Brecher rollten über das Schiff und rissen die Menschen über Bord.
Innerhalb von fünf Minuten war Kapitän DeWolf klar, dass sein Schiff sinken würde, daher befahl er Passagieren und Mannschaft, das Schiff zu verlassen. Obwohl es ausreichend Rettungsboote für alle Menschen an Bord gab, konnten nur drei klargemacht werden. Die stürmischen Wellen ließen das erste Boot voll laufen und schleuderten das zweite gegen die Schiffswand, an der es zerschellte. Nur das dritte Boot unter dem Kommando des Dritten Offiziers James Patterson, in dem elf Besatzungsmitglieder, fünf Frauen und drei Kinder saßen, konnte sicher zu Wasser gelassen werden. Das Schiff sank innerhalb einer Dreiviertelstunde nach dem Zusammenstoß mit dem Felsen. Die 19 Menschen im dritten Boot waren die einzigen Überlebenden der Katastrophe. Die übrigen 225 Passagiere und Mannschaftsmitglieder kamen ums Leben. Das Boot schaffte es aus eigener Kraft sicher nach Crescent City. Die Überlebenden berichteten von zahllosen Szenen der Panik und Verzweiflung während des Untergangs, aber auch von Mut und Selbstaufgabe.

## Passagiere
Unter den Passagieren auf der letzten Fahrt der Brother Jonathan befanden sich viele damals markante und bekannte Persönlichkeiten aus Kultur, Militär und Gesellschaft, darunter:
- General George H. Wright, hochrangiger Veteran des Mexikanisch-Amerikanischen Kriegs und des Amerikanischen Bürgerkriegs sowie Befehlshaber des US Army Department of the Pacific (war mit seiner Ehefrau an Bord)
- Dr. Anson Gordon Henry, Leiter der Katastervermessung im Washington-Territorium sowie Leibarzt und langjähriger Freund von Abraham Lincoln (Lincoln hatte in seinem Haus geheiratet)
- James Nisbet, Verleger, Kritiker und Publizist aus San Francisco, Mitinhaber des San Francisco Evening Bulletin und Co-Autor von The Annals of San Francisco (1854)
- Mrs. John C. (Roseanna Hughes) Keenan, prominente Dame der Gesellschaft von San Francisco (reiste mit einer Entourage von sieben Begleiterinnen)
- William Logan, neu ernannter Vorsteher der Niederlassung der Bundesbehörde United States Mint in The Dalles (Oregon)
- Major E. W. Eddy, Finanzvorstand der United States Army (reiste als kurzfristiger Ersatz für einen anderen Militärchef)
- Captain J. S. S. Chaddock, Kommandant der Joe Lane des United States Revenue Cutter Service
- Joseph A. Lord, leitender Bankbote von Wells Fargo

Unter den Reisenden waren auch zahlreiche Frauen und Kinder, sowie neben der oben genannten Prominenz außerdem Geschäftsreisende, Farmer, Frischvermählte und ein Wanderzirkus mit Ehefrau und Kind des Direktors und einigen Tieren an Bord vertreten.
Außerdem machten einige Überlebende anderer schwerer Schiffsunglücke die Reise mit. Victor Smith, ehemaliger Zollverwalter des Puget Sound, erholte sich noch vom Untergang der Golden Rule¸ einem Dampfschiff der Central American Transit Company, das am 30. Mai 1865 mit 635 Menschen an Bord bei schwerer See und stürmischem Regenfall das unterseeische Korallenriff Roncador Bank vor Nicaragua gerammt hatte. George Pollock hatte am 7. September 1864 die Explosion des Flussdampfers Washoe überlebt, dessen Kessel auf dem Sacramento River in die Luft geflogen waren. Dabei waren etwa 100 Menschen umgekommen.

## Folgen und Gedenken

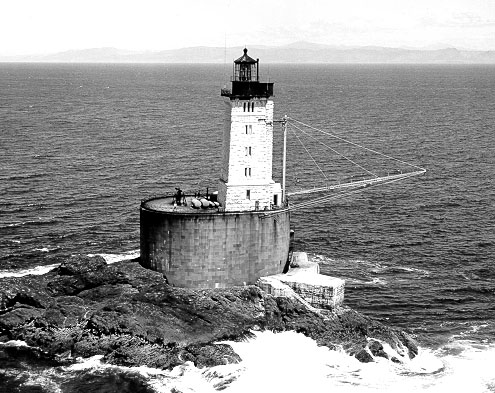
St. George Reef Lighthouse vor der Küste Kaliforniens

Der Felsen, auf den die Brother Jonathan lief, bekam den Namen Jonathan Rock. Ein direktes Resultat der Tragödie war die Errichtung des Leuchtturms St. George Reef Lighthouse auf einer kleinen Felseninsel 10 km vor der Küste Kaliforniens. Weiterhin kam es zu neuen gesetzlichen Regulierungen in Bezug auf Schiffssicherheit und das Fieren von Rettungsbooten während einer Havarie.
Am Brother Jonathan Vista Point in Crescent City wurde im Gedenken an die Toten ein Denkmal errichtet, das als Nr. 541 der California Historical Landmarks (CHLs) registriert wurde. Auch in das bundesweite Denkmalschutzregister National Register of Historic Places wurde das Wrack aufgenommen.

## Fracht, Bergungsversuche und Auffinden des Wracks
Bereits zwei Wochen nach dem Unglück begannen Taucher und Schiffe, nach dem Wrack zu suchen. Grund waren die großen Mengen an Gold, die sich an Bord der Brother Jonathan befunden hatten. Zur Ladung gehörten eine Entgeltabrechnung der United States Army, hoch versicherte Wertpapiere, vertraglich vereinbarte Jahreszahlungen der US-Regierung an nordamerikanische Ureinwohner in Form von Goldmünzen, Goldlieferungen von Wells Fargo für Portland und Vancouver und privates Vermögen der wohlhabenden Passagiere. Im Safe des Zahlmeisters befand sich zudem kostbarer Schmuck, weitere Goldmünzen und Goldbarren. Der Wert des Goldes wird nach heutigem Geldwert auf etwa 50 Millionen US-Dollar geschätzt.
Obwohl die Brother Jonathan so nah an der Küste unterging, blieben das Schiff und seine Ladung trotz wiederholter Suchaktionen über 128 Jahre unentdeckt. Die stürmische See in dem Gebiet, tiefe dunkle Schluchten und starke Strömungen verhinderten die Ortsbestimmung des Wracks. Im Jahr 1993 führte das ozeanografische Forschungsunternehmen Deep Sea Research, Inc. (DSR) einen weiteren Versuch durch. Das Team suchte während der Expedition vergeblich nach dem Wrack. Am letzten Tag des Unternehmens stellten die Männer eine neue Theorie auf. Sie gingen nun davon aus, dass die Brother Jonathan nach dem Untergang bis zum Aufschlag auf dem Meeresboden unter der Wasseroberfläche weiter gedriftet sein könnte und sich möglicherweise bis zu zwei Meilen vom Ort der Kollision entfernt befand.
Unter der Führung von Donald Knight machte sich ein bemanntes Mini-U-Boot am 1. Oktober 1993 unter riskanten Bedingungen auf den Weg. Buchstäblich in letzter Minute fand das U-Boot das Wrack der Brother Jonathan an jenem Tag. Es lag in einer Tiefe von 275 Fuß (etwa 84 m). 1996 wurden die ersten Goldmünzen geborgen. Insgesamt fanden die Bergungskräfte 1207 Münzen, hauptsächlich so genannte Double Eagles. Daneben wurden zahlreiche andere Artefakte entdeckt, darunter Porzellanteller, Bierkrüge, Messkännchen, Wasserflaschen aus Terrakotta, Likörgläser aus Kristall, Wein- und Sektflaschen, Medizinfläschchen, Türknäufe und Bullaugen. Menschliche Überreste wurden nicht gefunden.
Deep Sea Research eröffnete in Crescent City ein Labor, in dem die geborgenen Gegenstände konserviert und für die Nachwelt erhalten werden sollten. Die Einrichtung wird von Mitgliedern der Del Norte County Historical Society geführt. Trotz der zahlreichen gefundenen Münzen sind etwa vier Fünftel der Goldladung der Brother Jonathan bis heute unentdeckt. Auch der Safe des Zahlmeisters wurde nie gefunden.

## Rechtsstreitigkeiten
Zwischen dem Staat Kalifornien und dem Bergungsunternehmen DSR kam es zu Rechtsstreitigkeiten und Klagen in Bezug auf die Rechte an dem Wrack und seinem Inhalt. Kalifornien beanspruchte die Rechte für sich, da es sich um ein historisches Schiffswrack in kalifornischen Gewässern handelte. Der Oberste Gerichtshof der Vereinigten Staaten entschied 1998 zu Gunsten von Deep Sea Research. Die kalifornischen Behörden waren damit nicht zufrieden und signalisierten DSR, dass sie das Urteil anfechten würden und außerdem 20 % des Wertes der geborgenen Gegenstände beanspruchten.
Am 29. Mai 1999 fand im Airport Marriott Hotel in Los Angeles eine öffentliche Versteigerung von Artefakten aus dem Wrack der Brother Jonathan statt, zu der mehr als 500 Interessierte erschienen. Die Versteigerung von 1006 Münzen brachte 5,3 Millionen US-Dollar ein. Außerdem brachen seit Jahren schwelende Auseinandersetzungen unter Numismatikern über die Echtheit der geborgenen Münzen aus, die 1999 ihren Höhepunkt beim jährlichen Kongress der American Numismatic Association (ANA) fanden. Die Angelegenheit endete mit einem Schiedsverfahren.

### Bücher
- Dennis Powers. Treasure Ship: The Legend and Legacy of the S.S. Brother Jonathan. Kensington/Citadel Press (New York), 2006
- William B. Seacrest. California Disasters, 1812–1899 . Quill Driver Books/Word Dancer Press, Inc. (Sanger (Kalifornien)), 2005
- David Bowers. The Treasure Ship S.S. Brother Jonathan: Her Life and Loss, 1850–1865. Bowers and Merena Galleries, Inc. (Wolfeboro (New Hampshire)), 1998

### Berichte, Artikel etc.
- Brother Jonathan Began Life on East Coast, Sank in 1865. aus The Daily Triplicate, 16. September 2000
- Harriet Chiang. Finders Keepers: Treasure Hunters Will Be Able to Keep the Gold Found on a Shipwreck off Crescent City. Aus dem San Francisco Chronicle, 19. März 1999
- Alfred L. Lomax. Brother Jonathan: Pioneer Steamship of the Pacific Coast. Oregon Historical Society, Vol. 60, 1959
- Maria Knight DeWolf. Handgeschriebene Biografie und Notizen aus den Akten der Del Norte Historical Society, San Francisco, 19. März 1900 (Aufzeichnungen der Witwe von Kapitän DeWolf)
- Mary Altrie. Told By A Survivor, the Wreck of the Brother Jonathan. Mrs. Mary Altrie’s Vivid Recollection. Aus dem San Francisco Chronicle vom 11. Februar 1894 (Augenzeugenbericht der Überlebenden Mary Tweedale Altrie)
- A Sea Tragedy: The Brother Jonathan Wreck Revived. Del Norte Record, 2. Februar 1892